# Záhony

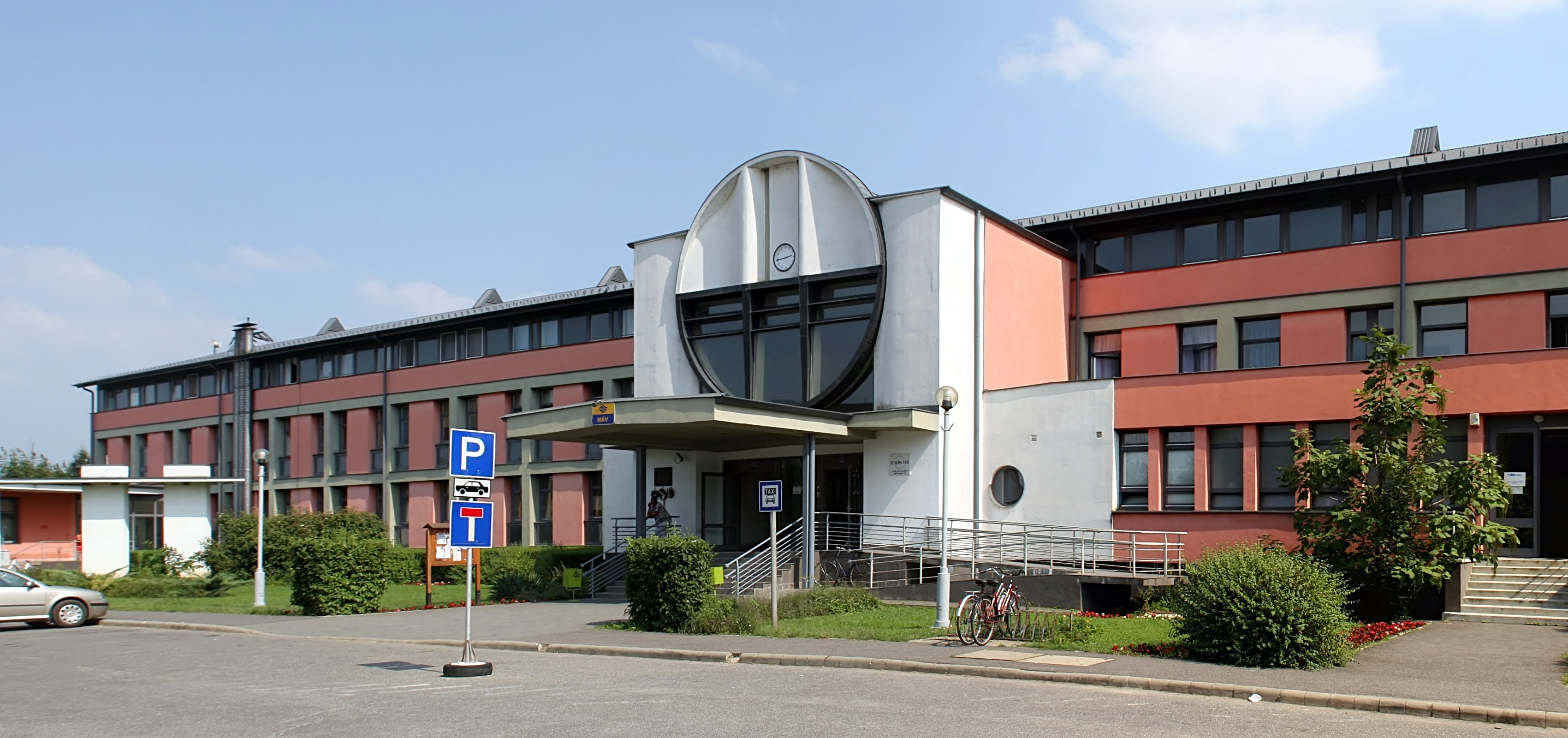
Stationen.

Záhony är en mindre stad i Ungern med 4 212 invånare(2019).